# Trophée Lew-Hayman
Le trophée Lew-Hayman (Lew Hayman Trophy) est un trophée remis depuis 1975 au joueur canadien considéré le meilleur de la division Est de la Ligue canadienne de football (LCF), choisi parmi les candidats proposés par chaque équipe de la division. C'est le gagnant de ce trophée, ou celui du trophée Dr.-Beattie-Martin pour la division Ouest, qui sera choisi joueur canadien par excellence de la LCF. 
Le trophée Lew-Hayman est nommé en l'honneur de Lew Hayman (en), ancien entraîneur et directeur général des Argonauts de Toronto et des Alouettes de Montréal, et ancien président de la LCF.
En 1995, unique année où les divisions Est et Ouest ont été remplacées par les divisions Nord et Sud, le trophée a été attribué au joueur de la division Nord arrivé second pour le trophée Dr.-Beattie-Martin, car les équipes de la division Sud, toutes américaines, n'avaient pas de quota de joueurs canadiens.

## Lauréats
Pour la signification des abréviations, voir Glossaire des positions au football canadien.
- 1975 - Jim Foley (RÉ), Rough Riders d'Ottawa
- 1976 - Tony Gabriel (AR), Rough Riders d'Ottawa
- 1977 - Tony Gabriel (AR), Rough Riders d'Ottawa
- 1978 - Tony Gabriel (AR), Rough Riders d'Ottawa
- 1979 - Leif Pettersen (DI), Tiger-Cats de Hamilton
- 1980 - Gerry Dattilio (QA), Alouettes de Montréal
- 1981 - Tony Gabriel (AR), Rough Riders d'Ottawa
- 1982 - Rocky DiPietro (en) (DI), Tiger-Cats de Hamilton
- 1983 - Denny Ferdinand (DO), Concordes de Montréal
- 1984 - Nick Arakgi (DI), Concordes de Montréal
- 1985 - Paul Bennett (DD), Tiger-Cats de Hamilton
- 1986 - Rocky DiPietro (en) (DI), Tiger-Cats de Hamilton
- 1987 - Scott Flagel (DD), Blue Bombers de Winnipeg
- 1988 - Orville Lee (en) (DO), Rough Riders d'Ottawa
- 1989 - Rocky DiPietro (en) (DI), Tiger-Cats de Hamilton
- 1990 - Paul Osbaldiston (B), Tiger-Cats de Hamilton
- 1991 - Lance Chomyc (B), Argonauts de Toronto
- 1992 - Ken Evraire (DI), Tiger-Cats de Hamilton
- 1993 - Gerald Wilcox (en) (DI), Blue Bombers de Winnipeg
- 1994 - Gerald Wilcox (DI), Blue Bombers de Winnipeg
- 1995 - Dave Sapunjis (en) (DI), Stampeders de Calgary
- 1996 - Michael Soles (CA), Alouettes de Montréal
- 1997 - Jock Climie (DI), Alouettes de Montréal
- 1998 - Mike Morreale (DI), Tiger-Cats de Hamilton
- 1999 - Mike O'Shea (en) (SEC), Argonauts de Toronto
- 2000 - Davis Sanchez (DC), Alouettes de Montréal
- 2001 - Doug Brown (en) (AD), Blue Bombers de Winnipeg
- 2002 - Ben Cahoon (DI), Alouettes de Montréal
- 2003 - Ben Cahoon (DI), Alouettes de Montréal
- 2004 - Kevin Eiben (SEC), Argonauts de Toronto
- 2005 - Kevin Eiben (SEC), Argonauts de Toronto
- 2006 - Doug Brown (en) (PD), Blue Bombers de Winnipeg
- 2007 - Doug Brown (PD), Blue Bombers de Winnipeg
- 2008 - Ben Cahoon (DI), Alouettes de Montréal
- 2009 - Ben Cahoon (DI), Alouettes de Montréal
- 2010 - Dave Stala (en) (DI), Tiger-Cats de Hamilton
- 2011 - Sean Whyte (en) (B), Alouettes de Montréal
- 2012 - Shea Emry (en) (SEC), Alouettes de Montréal
- 2013 - Hénoc Muamba (SEC), Blue Bombers de Winnipeg
- 2014 - Ted Laurent (en) (PD), Tiger-Cats de Hamilton
- 2015 - Brad Sinopoli (en) (RÉ), Rouge et Noir d'Ottawa
- 2016 - Andy Fantuz (en) (DI), Tiger-Cats de Hamilton
- 2017 - Brad Sinopoli (RÉ), Rouge et Noir d'Ottawa
- 2018 - Brad Sinopoli (RÉ), Rouge et Noir d'Ottawa
- 2019 - Hénoc Muamba (SEC), Alouettes de Montréal
- 2020 - Saison annulée
- 2021 - David Ménard (en) (AD), Alouettes de Montréal
- 2022 - Kurleigh Gittens (en) (RÉ), Argonauts de Toronto[1]
- 2023 - Marc-Antoine Dequoy (DD), Alouettes de Montréal[2]
- 2024 - Isaac Adeyemi-Berglund (en) (LD), Alouettes de Montréal[3]

## Meilleur joueur canadien de la division Est avant la création du trophée
Pour la signification des abréviations, voir Glossaire des positions au football canadien.
- 1955 - Bob Simpson, Rough Riders d'Ottawa & Joey Pal, Alouettes de Montréal
- 1956 - Bob Simpson (D), Rough Riders d'Ottawa
- 1957 - Bobby Kuntz (SEC), Argonauts de Toronto
- 1958 - Ron Howell (D), Tiger-Cats de Hamilton
- 1959 - Russ Jackson (QA), Rough Riders d'Ottawa
- 1960 - Ron Stewart (DO), Rough Riders d'Ottawa
- 1961 - Bobby Kuntz (SEC), Argonauts de Toronto
- 1962 - Russ Jackson (QA), Rough Riders d'Ottawa
- 1963 - Russ Jackson (QA), Rough Riders d'Ottawa
- 1964 - Tommy Grant (RÉ), Tiger-Cats de Hamilton
- 1965 - Zeno Karcz (SEC), Tiger-Cats de Hamilton
- 1966 - Russ Jackson (QA), Rough Riders d'Ottawa
- 1967 - Russ Jackson (QA), Rough Riders d'Ottawa
- 1968 - Whit Tucker (RÉ), Rough Riders d'Ottawa
- 1969 - Russ Jackson (QA), Rough Riders d'Ottawa
- 1970 - Al Phaneuf (DD), Alouettes de Montréal
- 1971 - Terry Evanshen (RÉ), Alouettes de Montréal
- 1972 - Gerry Organ (B), Rough Riders d'Ottawa
- 1973 - Gerry Organ (B), Rough Riders d'Ottawa
- 1974 - Tony Gabriel (AR), Tiger-Cats de Hamilton